# 大澤徹訓
大澤 徹訓（おおさわ あきのり、1962年7月22日 - ）は、日本の作曲家。

## 人物・来歴
愛知県名古屋市出身。名古屋市立菊里高等学校音楽科を経て東京芸術大学音楽学部作曲科を卒業し、同大学大学院音楽研究科作曲専攻修了。1986年（昭和61年）の第55回日本音楽コンクール作曲部門（管弦楽曲）第2位入賞。
作曲を黛敏郎・松本民之助、ピアノを金澤桂子（希伊子）・藤井博子・安藤あをみ・小津恒子、ソルフェージュを松本日之春・アンリエット・ピュイグ=ロジェ、伴奏法を小林仁にそれぞれ師事。
現在、武蔵野音楽大学講師。宇宙作家クラブ会員。

## 作品
- 管絃楽のための“太陽風交点” (1986年)
- 合唱曲「Let's search for Tomorrow」(1989年)
- Music for Clarinet and Piano (1991年)
- オペレッタ「お姫様の出発」(1993年)
- 管絃楽のための“遺跡の声” (1995年)
- Short Pieces for Saxophone Quartet (2000年)
- ピアノ曲「小田稔先生の思い出に」(2001年)
- バソン協奏曲(2011/2019年改訂）
- ９本のダブルリード楽器のためのバガテル集（2020/2021年改訂）
- ウィンドオーケストラのための３楽章（2023年）陸上自衛隊第１音楽隊総隊70周年記念委嘱作品
- マーチ〜バリー・グレイ讃（2024年）陸上自衛隊第１音楽隊委嘱作品